# L'amico immaginario (film)
L'amico immaginario è un film del 1994 diretto da Nico D'Alessandria.